# Sarrià-Sant Gervasi
Sarrià-Sant Gervasi is een district in het uiterste westen van Barcelona, voorbij de Avinguda Diagonal. Er wonen ongeveer 140.000 inwoners.
Hier vindt men dure appartementen en auto's, maar zijn er nog overblijfselen van het centrum van het oorspronkelijke dorp "Sarrià" te vinden.
Het stadsdeel staat bekend wegens de Caputxinada in 1966 toen een 450-tal studenten en intellectuelen zich in het kapucijnenklooster barricadeerden in een belangrijke actie van verzet tegen de franquistische dictatuur.

## Toerisme
Het is een buurt van goede maar dure restaurants en bestaat officieel uit de wijken; Sarrià en Sant Gervasi, Vallvidrera (in de heuvels) Can Caralleu, Les Planes en Tibidabo. Ook ligt hier de wijk Pedralbes, sinds jaar en dag de rijkste buurt van Barcelona, met luxe designvilla's en grote vrijstaande huizen. Met name in Sant Gervasi vindt men uitgaansgelegenheden, rondom de straten Carrer Santaló, Carrer Aribau, Carrer María Cubí, Carrer Amigó en Carrer Muntaner.

## Galerij

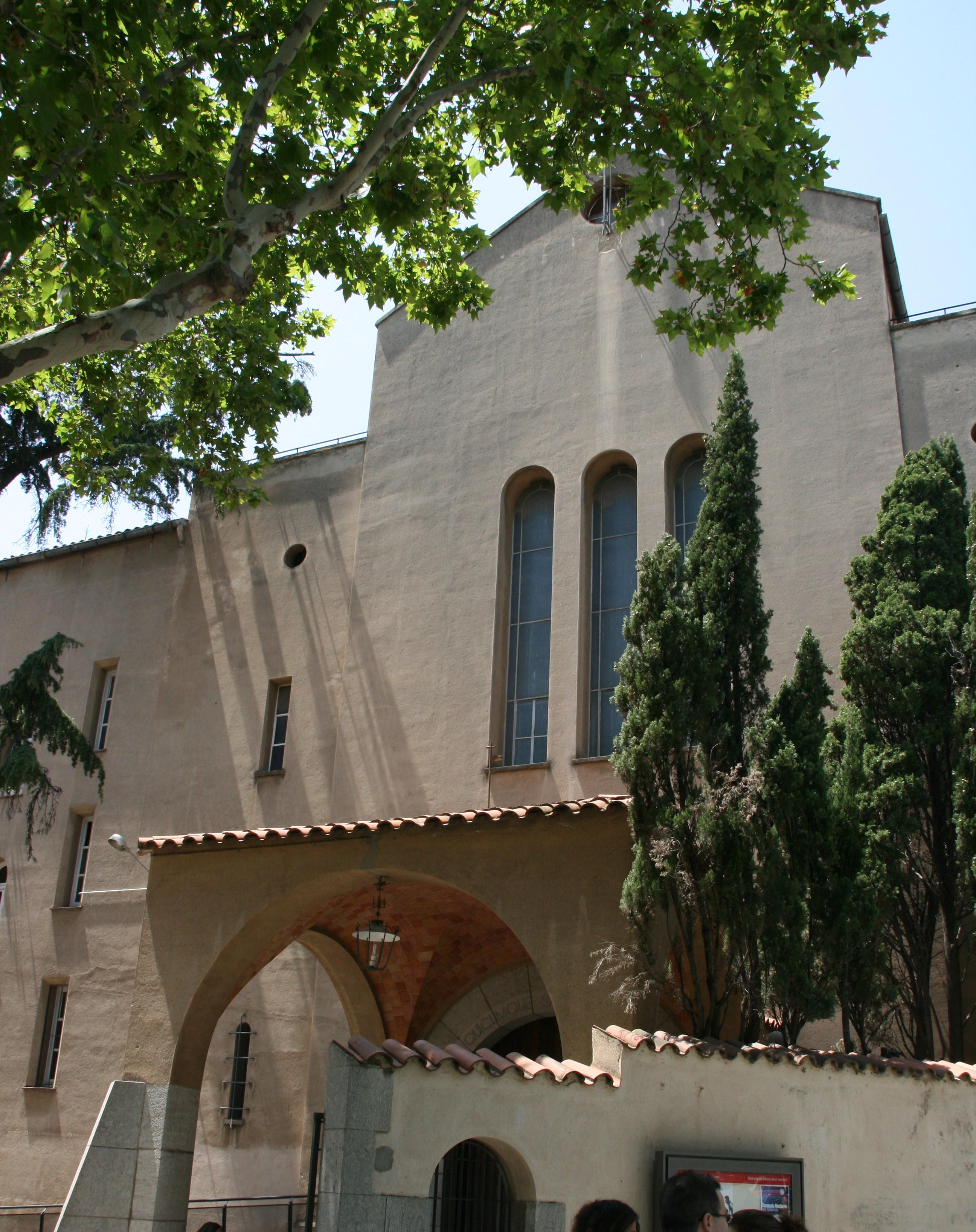
Voorgevel van het Kapucijnenklooster